# Tarabulida fumigata
Tarabulida fumigata är en spindeldjursart som beskrevs av Roewer 1933. Tarabulida fumigata ingår i släktet Tarabulida och familjen Daesiidae. Inga underarter finns listade i Catalogue of Life.